# Coronada (kommun i Spanien)
Coronada är en kommun i Spanien.   Den ligger i provinsen Provincia de Badajoz och regionen Extremadura, i den centrala delen av landet, 230 km sydväst om huvudstaden Madrid. Antalet invånare är 2 242.